# باتريك أووموييلا

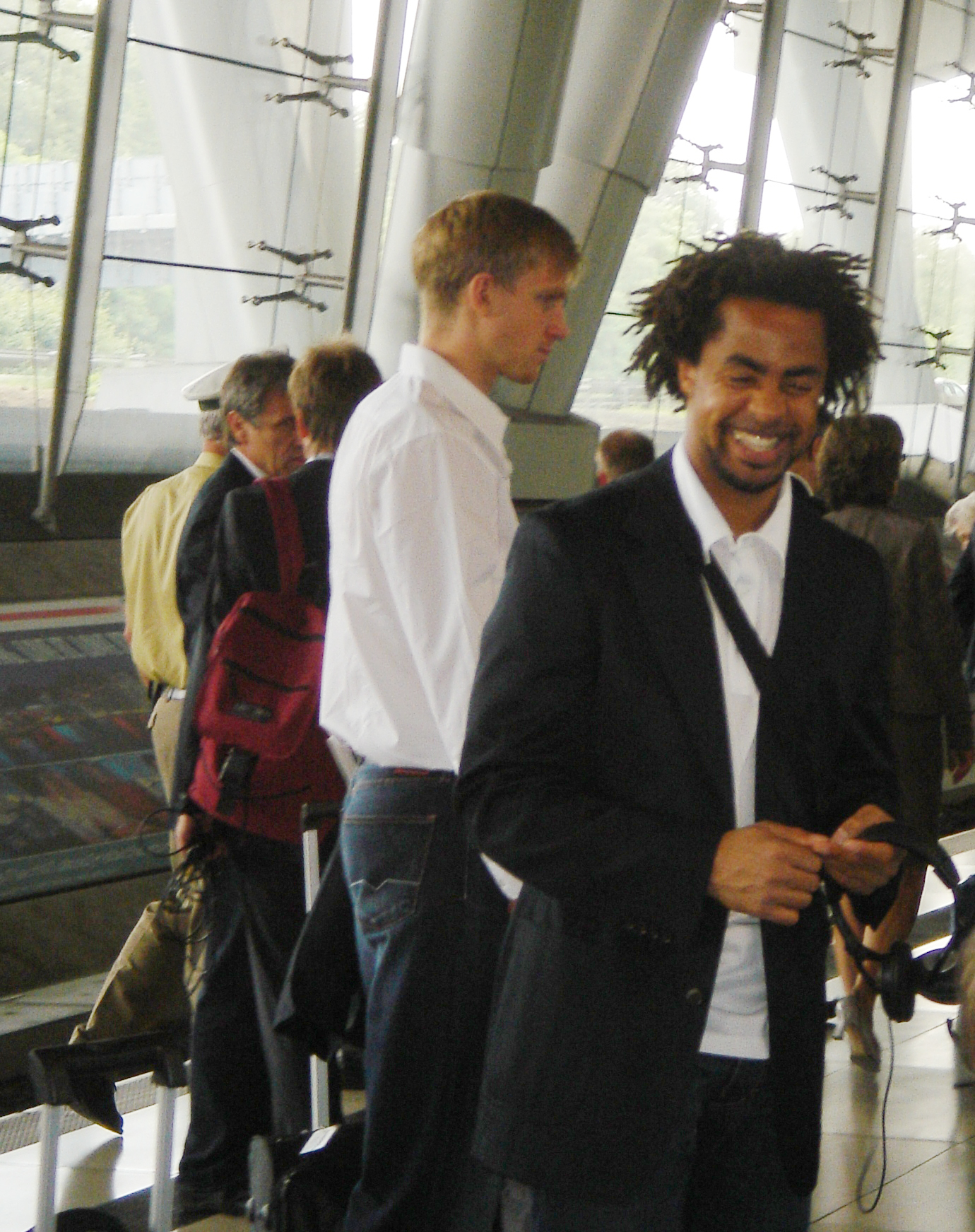
باتريك أووموييلا

باتريك أووموييلا (بالألمانية: Patrick Owomoyela) من مواليد (5 نوفمبر 1979 في همبورغ - ألمانيا الغربية) لاعب كرة قدم ألماني يلعب حاليا لصالح نادي الدرجة الأولى بروسيا دورتموند الألماني منذ 2008 في مركز الوسط المدافع كما يجيد اللعب في مركز الظهير الأيمن .

## روابط خارجية
- باتريك أووموييلا على موقع الاتحاد الأوربي (الإنجليزية)
- باتريك أووموييلا على موقع قاعدة بيانات كرة القدم.إي يو (الإنجليزية)
- باتريك أووموييلا على موقع بيانات كرة القدم. دي إي (الألمانية)
- باتريك أووموييلا على موقع ناشيونال فوتبول تيمز (الإنجليزية)
- باتريك أووموييلا على موقع Soccerway.com (الإنجليزية)
- باتريك أووموييلا على موقع عالم كرة القدم.نت (الإنجليزية)
- باتريك أووموييلا على موقع كووورة
- باتريك أووموييلا على موقع AS.com (الإسبانية)